# Catherine Parr
Pour les articles homonymes, voir Parr.
Titre
Reine consort d'Angleterre et d'Irlande
12 juillet 1543 – 28 janvier 1547
(3 ans, 6 mois et 16 jours)
Signature
Catherine Parr (ou Parre) (1512 – 5 septembre 1548), est reine consort d'Angleterre et d'Irlande en tant que sixième et dernière épouse du roi Henri VIII, son troisième mari qu'elle épouse en 1543, succédant à Catherine Howard.
Sa biographe, Susan James, la décrit comme une jeune femme énergique et intelligente, avec des cheveux roux, des yeux gris-bleu et un teint clair, une passion pour les bijoux et un certain goût pour la chasse à l'arbalète. Catherine est une bonne cavalière, excellente danseuse, elle aime la musique, les fêtes et autres divertissements de cour.

## Biographie

### Jeunesse et éducation
Elle est la fille ainée de Sir Thomas Parr de Kendal (en), contrôleur de la maison royale et seigneur du manoir de Kendal dans le Westmorland, et de Maud Green, fille et cohéritière de Sir Thomas Green, seigneur de Greens Norton, dans le Northamptonshire, et de Joan Fogge. Elle grandit à Londres dans le quartier de Blackfriars et reçoit une éducation catholique mais se tournera plus tard vers le protestantisme.
Son père, Sir Thomas Parr, issu d'une famille nordique qui compte de nombreux chevaliers, est un descendant du roi Édouard III. Il est écuyer du corps du roi à la cour d'Henri VII et est lui-même fait chevalier au couronnement d'Henri VIII ; il tombe sérieusement malade à l'âge de 39 ans et décède prématurément le 11 novembre 1517 alors que Catherine n'a que cinq ans. Maud, qui n'a alors que 22 ans, ne se remarie pas et se consacre à l'éducation de ses enfants. Catherine a une sœur, Anne, qui devient comtesse de Pembroke, et un frère, William Parr, qui sera 1er marquis de Northampton. Elle épouse en premières noces Édouard Borough (en), en secondes noces John Neville, 3e baron Latymer (en), puis Henri VIII et enfin Thomas Seymour.
Sir Thomas, qui est un proche compagnon d'Henri VIII, est récompensé par des revenus provenant de ses postes de shérif du Northamptonshire, de maître des pupilles et de contrôleur du roi, revenus qui s'ajoutent à ceux que lui rapporte son manoir de Kendal. Maud Parr est une amie et une dame d'honneur de la reine Catherine d'Aragon, qui est vraisemblablement la marraine de Catherine Parr.
Catherine est née en 1512, probablement au mois d'août ; Maud, sa mère, reste à la cour auprès de la reine pendant sa grossesse ; la famille Parr vivait alors dans leur maison de Blackfriars, ; Maud meurt en décembre 1532, alors que Catherine n'a que 19 ans. L'éducation de Catherine est similaire à celle des jeunes femmes de son rang, mais elle continue à apprendre toute sa vie. Elle maitrise, à des niveaux différents, le français, l'italien et, à un moindre niveau, le latin, qu'elle essaiera de perfectionner à l'âge adulte ; le prince Édouard, âgé de neuf ans, la félicite pour ses progrès. Catherine commence également à apprendre l'espagnol après être devenue reine. Elle possède également une bonne connaissance de la Bible, notamment des Psaumes, en latin et en anglais et s'intéresse à la conception humaniste du christianisme développée par Érasme dont elle possède deux ouvrages ; elle considère d'ailleurs que la doctrine du Christ est plus importante que l'éducation profane, ce dont elle met en garde les humanistes de l'université de Cambridge en 1546.
Catherine aime aussi la musique, la danse, la peinture, les belles robes et a une véritable passion pour les chaussures, dont elle commandera jusqu'à 47 paires en une année ; elle adore ses lévriers et ses perroquets, apprécie les fleurs, raffole des pitreries des bouffons et savoure les petits plaisirs de la vie. Catherine semble d'ailleurs particulièrement attachée à sa bouffonne, Jane Foole à qui elle achète un grand nombre de vêtements de même qualité que ceux portés par les épouses et les filles de la noblesse.

### Premier mariage (1529 - 1533)
En 1529, alors qu'elle n'a que seize ans, Catherine épouse le jeune Sir Edward Borough, petit-fils d'Edward Borough, 2e baron Burgh. Les époux s'établissent en 1530 à Kirton-in-Lindsey, non loin du manoir familial de Gainsborough Old Hall dans le Lincolnshire. En avril 1533, Edward meurt, laissant Catherine veuve, sans parents, en froid avec ses beaux-parents, obligée de quitter la maison de Kirton-in-Lindsey qui appartient à son beau-père, et avec pour seul revenu le douaire concédé par celui-ci. Elle avait toutefois un réseau de relation, dont Cuthbert Tunstall, évêque de Durham et président du conseil du Nord, ainsi que le support de son frère et de sa sœur Anne, tous deux à la cour du roi Henri VIII,.

### Deuxième mariage (1534 - 1543)
Après le décès de son mari, Catherine s'installe un temps chez ses parents, les Stricklands, au Château de Sizergh dans le Westmorland (aujourd'hui en Cumbria). Katherine Neville, Lady Strickland, était la veuve du cousin de Catherine, Sir Walter Strickland. Au cours de l'été 1534, Catherine épouse en secondes noces John Neville, 3e baron Latimer, cousin au second degré de son père et parent de Lady Strickland. Par ce mariage, Catherine a désormais un mari influent, une demeure dans le Yorkshire du Nord, le château de Snape, et elle devient la deuxième femme de la famille Parr à accéder à la pairie.
John Neville, deux fois veuf, est aussi deux fois plus âgé que Catherine. De son premier mariage avec Dorothy de Vere, décédée en 1527, il a deux enfants, John, un garçon particulièrement instable, et Margaret qui sera éternellement reconnaissante « de l'éducation, du tendre amour et de la grande bonté » que lui témoigne Catherine ; elle deviendra d'ailleurs une de ses dames de compagnie lorsqu'elle deviendra reine. Quand il épouse Catherine, John Neville a de grosses difficultés financières et est encore largement débiteur du Roi quand il meurt en 1543.
John Neville, catholique convaincu, s'était positionné contre le divorce du roi, son remariage avec Anne Boleyn et les conséquences religieuses qui en découlaient. En octobre 1536 éclate une révolte populaire, appelée le Pèlerinage de Grâce, en réaction à la rupture de l'Angleterre avec l'Église catholique romaine. Une foule de catholiques en colère, qui se présente aux portes du château de Snape, oblige John Neville à se joindre aux rebelles et défendre leur cause pour sauver sa vie. Après une première reddition des insurgés, au mois de décembre, John Neville part plaider son innocence à Londres pour éviter de finir sur l'échafaud comme Robert Aske avec qui il avait collaboré pendant la révolte. Mi-janvier, furieux de sa trahison, les rebelles catholiques envahissent le château de Snape, le mettent à sac, prennent Catherine et ses enfants en otage, et exigent le retour immédiat de son époux sous peine de brûler le Château et de massacrer sa famille. John retourne brièvement à Snape et réussit à sauver sa famille et son château. La seconde révolte est finalement écrasée par les hommes du roi sous le commandement du duc de Norfolk. John Neville est discrédité aux yeux d'Henri VIII mais sauve sa tête grace à l'influence de la famille Parr. Catherine, son mari et ses enfants quittent alors le nord pour aller s'établir d'abord à Wick, puis au manoir de Stowe, dans le Northamptonshire, que John achète pour Catherine et qu'il lui laissera à son décès en mars 1543. Il lui lèguera également ses domaines près de York et lui demandera de veiller sur sa fille, Margaret Neville, et de pourvoir à son éducation. Quatre mois après le décès de son second mari, Catherine Parr devient reine d'Angleterre.

### Reine d'Angleterre

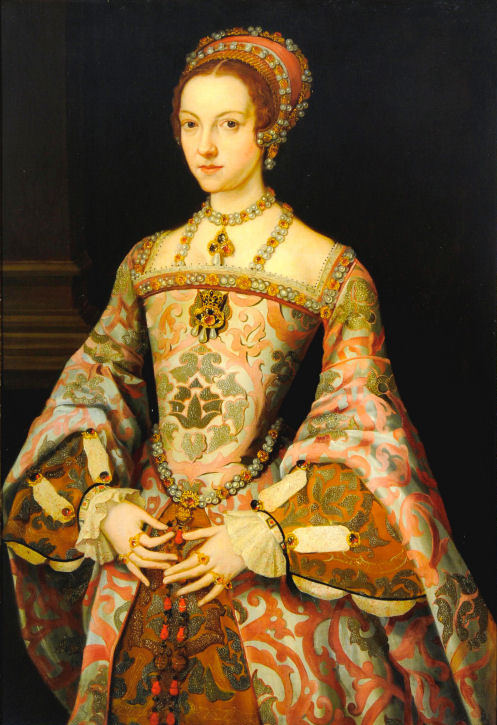
Portait de la reine Catherine.

Le 22 novembre 1541 Catherine Howard est déchue de son titre de reine d'Angleterre et emprisonnée, elle est déclarée coupable d'adultère avec Thomas Culpeper et exécutée le 13 février 1542 à la tour de Londres. Le Parlement pousse alors Henri VIII à prendre une nouvelle épouse de moralité irréprochable.
Catherine et John Neville, dont la santé décline rapidement, passent l'hiver 1542-43 à Londres. Catherine Parr, dont la sœur Anne est dame de compagnie des épouses successives d'Henri VIII depuis l'âge de 13 ans, passe beaucoup de temps à la cour, notamment auprès de la princesse Marie, avec qui elle se lie d'amitié et qu'elle aide à renouveler sa garde robe. Elle y fait la connaissance de Thomas Seymour, beau-frère du roi, qui lui fait une cour assidue et qui deviendra plus tard son quatrième époux. Elle y rencontre également le roi qui, d'après Chapuis, se rendait deux ou trois fois par jour dans les appartements de la princesse au mois de février, et qui commence à offrir des cadeaux à Catherine dès le 16 février, deux semaines avant le décès de son mari.
À cette époque, l'apparence physique d'Henri VIII est déjà assez repoussante ; il a du mal à marcher, il est de plus en plus gros, vieux et gris, et on dit que « trois des plus grands hommes que l'on puisse trouver pouvaient entrer dans son pourpoint ». Au printemps 1543, il fait sa demande en mariage à Catherine qui met un certain temps avant d'accepter de prendre pour époux un homme qui a déjà fait exécuter deux de ses précédentes épouses, a fait annuler son mariage avec deux autres et a déclaré illégitimes les deux filles issues de ces unions. La rumeur veut que Catherine, éprise de Thomas Seymour, ait déclaré « mieux vaut être sa maitresse que sa femme » ; il lui était toutefois impossible de refuser.
Catherine et Henri VIII ont de nombreux ancêtres communs. Par la mère d'Henri et le père de Catherine, ils sont cousins au troisième degré, ayant en commun Ralph Neville, 1er comte de Westmorland, et Jeanne Beaufort (petite-fille d'Édouard III), et par leurs pères, ils sont cousins au quatrième degré, ayant en commun Thomas Holland, 2e comte de Kent (fils de Jeanne de Kent) et Alice FitzAlan (petite-fille d'Henri de Lancastre) et Jean de Gand, duc de Lancastre (fils d'Édouard III) et Katherine Swynford.
Catherine épouse Henri VIII le 12 juillet 1543 au château de Hampton Court. Elle est la première reine consort d'Angleterre à posséder le titre de reine d'Irlande, après l'adoption par Henri du titre de roi d'Irlande. Quand elle devient reine, son oncle le baron Parr d'Horton est nommé son Lord Chambellan et elle aura comme chapelain des personnalités proches de la réforme comme John Parkhurst (en) et Anthony Cope (author) (en). Son cercle proche de dames de compagnie comprend également des personnalités telles que sa sœur Anne, son amie Catherine Willoughby, Elizabeth Tyrwhitt, Joan Champernowne, et Jane Dudley, toutes favorables au courant réformiste.
En épousant Henri VIII, Catherine devient une des femmes les plus riches et puissantes du royaume ; elle reçoit «en compensation de la jointure et du douaire » une rente à vie consistant en 105 manoirs, 15 bourgs, 6 châteaux, et de nombreux moulins, fermes en fief, parcs, forêts, etc. auxquels s'ajoutent rapidement 28 autres manoirs, puis un « octroi à vie des biens et des meubles des locataires félons ou fugitifs dans les terres qui lui ont été concédées ». Elle a à son service personnel régulier 46 dames de qualité et  57 gentilhommes, ayant eux-mêmes à leur service leurs propres domestiques qui vivaient avec eux à la cour, sans compter une quinzaine de majordomes. Pour subvenir aux besoins et au confort de tout ce beau monde, la maison de la reine comprend également une intendance composée de cuisine, arrière cuisine, épicerie, boulangerie, pâtisserie, boucherie, volaillerie, brasserie, cave, garde-manger, garde-robe, linge de maison, laverie, bucheronnage, portage, messagerie, étables et écuries, presque à l'identique de ce qu'on trouve dans la maison du roi.

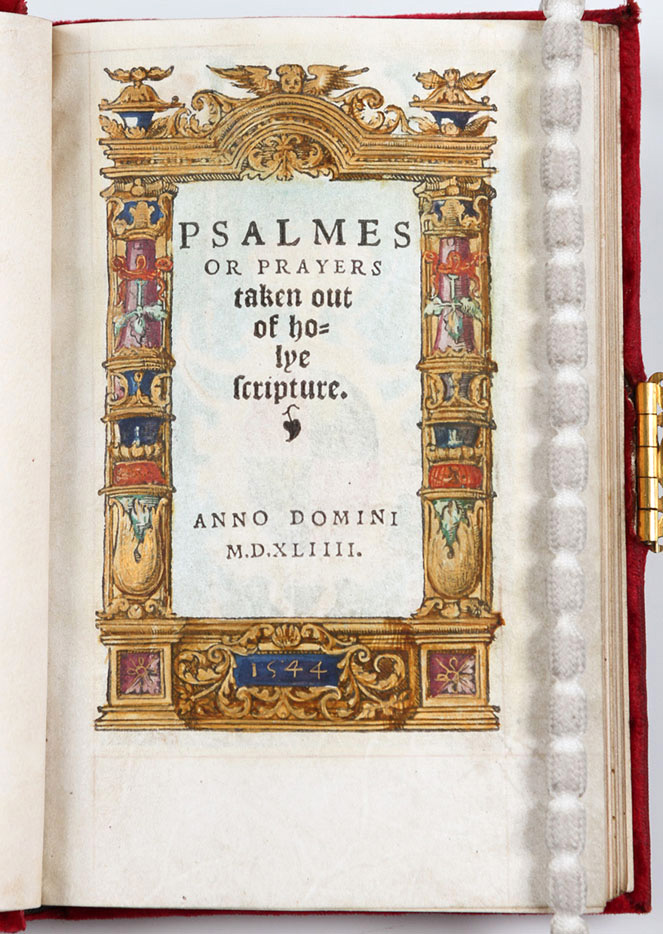
Psalms or Prayers taken out of Holy Scripture (1544)

Catherine développe de bonnes relations avec les enfants du roi. Elle se montre une belle-mère aimante pour l'héritier du trône, Édouard, plus tard Édouard VI d'Angleterre, et elle est en partie à l'origine de la réconciliation d'Henri avec ses filles Marie et Élisabeth qui avaient été déclarées illégitimes en 1533 et 1536. Sans leur rendre leur légitimité, le Troisième Acte de Succession de 1543 restaure leur droit de succession au trône. Catherine fait entrer à la cour sa belle-fille Margaret Neville, qu'elle garde au plus près d'elle en compagnie de sa sœur Anne.
Le 25 avril 1544, pendant les préparatifs de l’invasion de la France par Henri VIII, Catherine publie un ouvrage en anglais, réalisé à l’imprimerie royale et intitulé Psaumes ou Prières tirées des Saintes Écritures. Le livre comprend une traduction du Psalmi seu precationes de John Fisher, Une prière pour le Roi et Une prière à réciter par les hommes s’engageant dans la bataille. Le texte original de Fisher est vraisemblablement traduit en Anglais par Catherine, de même que la Prière à réciter par les hommes s’engageant dans la bataille qui serait une traduction du Inituri prælium d’Érasme, légèrement modifiée par Catherine afin de transformer cette prière pour la paix en une prière pour la victoire. De la même façon, la Prière pour le Roi est une adaptation anglaise de Catherine de la version latine Precatio Pro Rege, elle même inspirée par la prière Precatio Pro Romano Imperatore rédigée par Georg Witzel pour le souverain du Saint-Empire romain germanique. Cette prière pour le Roi sera ensuite intégrée en 1559 dans le Livre de prière commune sous le nom de A Prayer for the Queen’s Majesty. Elle est encore utilisée de nos jours par la communauté anglicane dans le monde entier,.
Pendant trois mois, de juillet à septembre 1544, Catherine est désignée reine régente par Henri alors en campagne en France. Grâce à son oncle, William Parr, nommé membre du conseil de régence, et au soutien de ses conseillers Thomas Cranmer et Édouard Seymour, premier comte d'Hertford, Catherine dirige le pays avec efficience. Elle contrôle la logistique, l'approvisionnement des troupes anglaises qui combattent en France, les finances, l'enrôlement de soldats supplémentaires pour la campagne d'Henri en France et signe cinq proclamations royales, dont l'interdiction faite à quiconque venant d'une région exposée à la peste, de se présenter à la cour ; cour qui est transférée au château de Hampton Court fin juillet pour échapper à l'épidémie. Catherine maintient un contact constant avec Henry VIII, qui mène la guerre en France, et avec son lieutenant des Marches du Nord, le comte de Shrewsbury, afin de contrôler la situation complexe et instable en Écosse pendant la première phase du « Rough Wooing ». Elle s'assure que les prisonniers écossais qui n'ont pas les moyens de se payer de quoi manger soient traités avec humanité et que les citoyens français âgés qui résident à Londres depuis des années ne soient pas expulsés. Sa régence prendra fin début octobre avec le retour d'Henry qu'elle rejoint au palais d'Otford dans le Kent. Il est significatif que Catherine Parr et Catherine d'Aragon (elle-même fille des Rois catholiques d'Espagne) soient les seules épouses en qui Henri VIII ait eu suffisamment confiance pour leur confier la régence en son absence. Ses actes en tant que régente, sa force de caractère et sa dignité, puis plus tard ses convictions religieuses, influenceront beaucoup sa belle-fille Élisabeth.

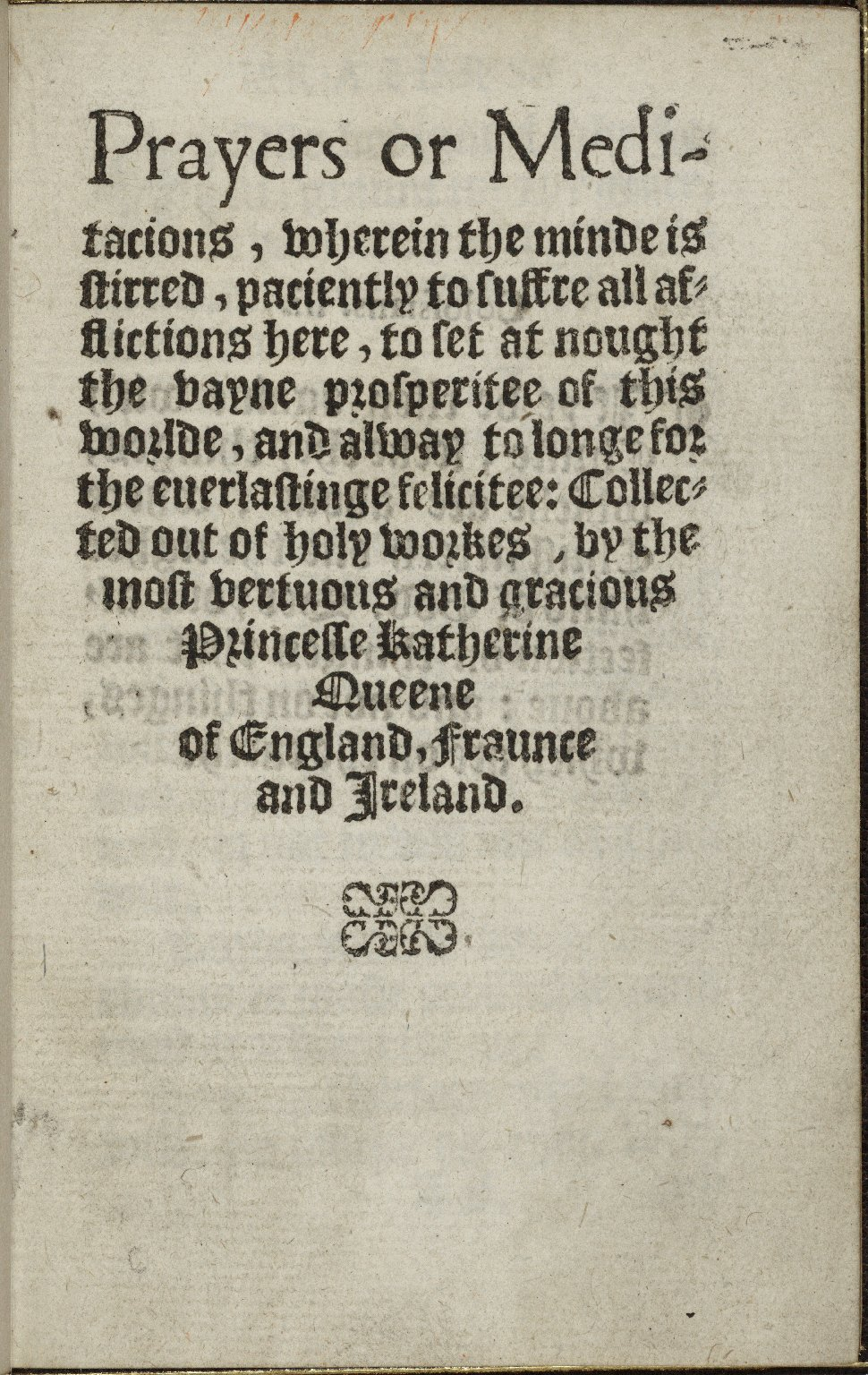
Prayers or Meditations

La deuxième publication de Catherine Parr, Prières ou Méditations, parait en juin 1545 et remporte un franc succès. À l’exception des quatre prières finales, l’ouvrage constitue un remodelage du troisième livre de l'Imitation de Jésus-Christ de Thomas a Kempis qui gomme le caractère genré (masculin) de l’œuvre originale et fait disparaitre l’interférence de l’église entre Dieu et sa créature. En effet, le texte de Kempis est construit comme un dialogue entre un « Jésus », « Seigneur » ou « Sire » d’une part qui s’adresse à « mon fils » de l’autre ; dans la version de Catherine Parr, il s’agit d’un monologue entre un « Je » ou « Moi » qui s’adresse directement à Dieu sans intermédiaire. Par ce moyen, le parti-pris rédactionnel de Parr suggère la présomption, typiquement protestante, de l’égalité spirituelle entre tous les chrétiens devant leur Dieu, quel que soit leur genre ou leur statut. Âgée d'à peine 11 ans, la princesse Élisabeth réalisera une traduction cet ouvrage en Français, en Italien et en Latin à l'attention de son père, le roi Henri VIII,.
Bien qu'éduquée comme catholique, elle est nourrie d'idées humanistes et s'intéresse à la « Nouvelle Foi », à laquelle l'hebdomadaire Réforme pense qu'elle adhère complètement au milieu des années 1540. Dès son arrivée à la cour d'Angleterre, elle s'associe aux pratiques dévotionnelles conduites par Thomas Cranmer. D'après l'hebdomadaire Réforme, on est certain qu'elle a fait siennes les idées de la Réforme quand sa lamentation d'un pécheur est publiée à la fin de 1547, après la mort d'Henri. Ce livre soutient de nombreuses idées tirées des écrits de Luther, à commencer par le concept de la justification par la foi seule, ce que l'Église catholique qualifie alors d'hérésie. Il est peu probable qu'elle ait développé ces idées dans le court laps de temps qui sépare la mort d'Henri de la publication du livre. Toujours d'après l'hebdomadaire Réforme, elle entraîne dans la même direction certaines femmes de son entourage, notamment l'aristocrate Elizabeth Tyrwhitt et la courtisane Anne Askew.
Pour Julie Vanparys-Rotondi, Maître de Conférence en Études anglophones, on observe de « nombreux frottements entre mythe et réalité » concernant Catherine Parr, car il y a eu « une fabrication du personnage dans la perspective du militantisme protestant », notamment par John Bale et John Foxe, fervent admirateur de Luther, qui « décrivit la reine en héroïne de la réforme ».
Pour Eustache Chappuis, ambassadeur de Charles Quint auprès d'Henri VIII de 1529 à 1545, l'ouverture de Catherine Parr aux idées de la réforme est principalement suscitée par les convictions de ses proches. Il considère en effet que « la Reine, poussée par la duchesse de Suffolk, la comtesse de Hertford et la Duchesse de Northumberland, est contaminée par la secte, qu'elle ne serait toutefois pas susceptible de favoriser, du moins ouvertement, sans l'assentiment du roi ».
Bien qu'elle ne se soit probablement pas formellement convertie au protestantisme, la reine s'attire l'hostilité de puissants catholiques et anti-protestants, comme l'évêque Étienne Gardiner et le chancelier Thomas Wriothesley, premier comte de Southampton, qui essayent de retourner le roi contre elle en 1546. En juin 1546 Anne Askew est arrêtée et torturée, mais ne fournit aucune preuve susceptible d'accabler la reine. Fidèle à ses convictions protestantes, la jeune femme meurt sur le bûcher pour avoir « nié la présence réelle » du Christ dans les espèces, c'est-à-dire la transformation des substances en corps et en sang du Christ, ce qui est une hérésie majeure à l'encontre de la doctrine catholique. Un ordre d'arrestation est tout de même édicté contre la reine, mais celle-ci, alertée par le Dr Wendy, médecin du roi, se débarrasse des ouvrages potentiellement compromettants. Elle réussit à se réconcilier avec le roi en affirmant avoir simplement voulu lui faire penser à autre chose qu'à la souffrance provoquée par son ulcère à la jambe. Intelligente, instruite, spirituelle et habile, elle triomphe des défiances du roi, et glissant à travers le « fouet à six queues » (Acte des six articles de foi), elle réussit à survivre à Henri VIII en 1547.

### Dernier mariage, accouchement et décès
Après la mort d'Henri, le 28 janvier 1547, Catherine peut épouser son vieil amour, Thomas Seymour, premier baron Seymour de Sudeley et lord-grand-amiral, et frère de Jeanne Seymour, la troisième épouse d'Henri VIII. Alors qu'elle n'a pas eu d'enfant de ses trois premiers mariages, Catherine, à 35 ans, devient pour la première fois enceinte de Seymour. Elle donne naissance à son seul enfant, une fille, Marie Seymour, le 30 août 1548, et meurt six jours après l'accouchement, le 5 septembre, au château de Sudeley dans le Gloucestershire, probablement d'une fièvre puerpérale ou d'une septicémie.
Thomas Seymour est décapité pour trahison moins d'un an après et Marie est recueillie par Catherine Willoughby, duchesse douairière de Suffolk, une proche amie de Catherine. Un an et demi plus tard, les possessions de Marie lui sont restituées par une loi du Parlement, soulageant la duchesse du poids financier de la maisonnée de l'enfant. La dernière mention de Marie Seymour date de son second anniversaire et la plupart des historiens pensent qu'elle est morte enfant.

### Restes

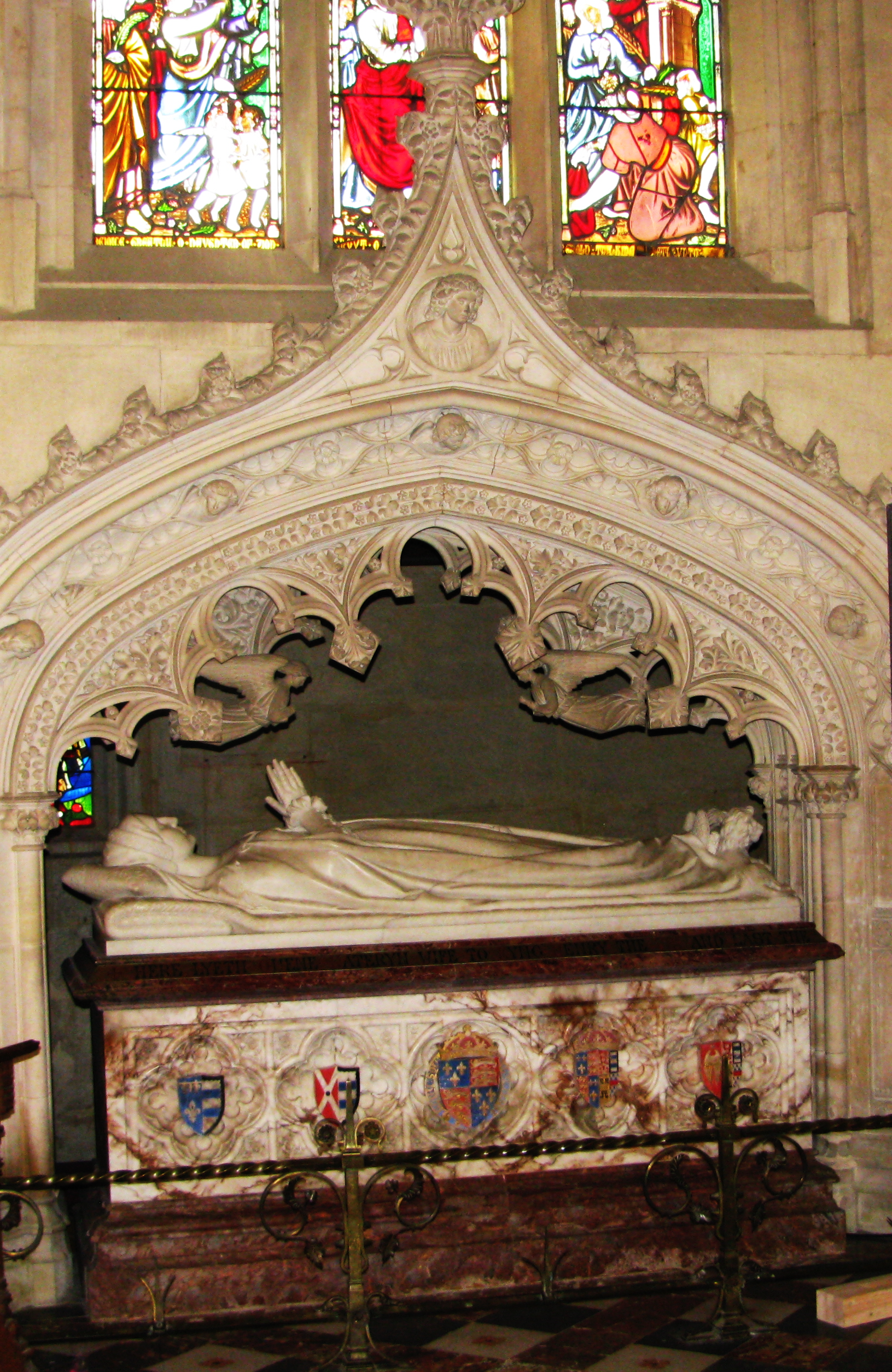
Tombeau de Catherine Parr.

En 1782, un gentilhomme du nom de John Lucas découvre le cercueil de la reine Catherine dans les ruines de la chapelle du château de Sudeley. Il l'ouvre et observe que le corps, après 234 ans, est dans un état surprenant. La chair d'un des bras est restée blanche et moite. Après avoir recueilli quelques-uns de ses cheveux, il referme le cercueil et le remet dans sa tombe. Le cercueil est ouvert plusieurs fois dans la décennie suivante, et en 1792, des ivrognes le ré-enterrent grossièrement et sens dessus dessous. Quand le cercueil est officiellement rouvert en 1817, il ne reste rien de plus qu'un squelette. Ses restes sont alors déplacés jusqu'à la tombe du Lord Chandos, dont la famille possédait le château. Plusieurs années après, la chapelle est reconstruite par Sir John Scott et un tombeau est érigé pour la reine Catherine.

## Postérité

### Au Théatre
- Sa Dernière Femme, Théâtre du Rideau Vert Montréal, Kate Hennig 2025

### À l'écran
- Everley Gregg (en) dans La Vie privée d'Henri VIII
- Deborah Kerr dans La Reine vierge (1953)
- Rosalie Crutchley dans Les Six Femmes d'Henri VIII (1970)
- Joely Richardson dans Les Tudors
- Jessica Raine dans Becoming Elizabeth
- Alicia Vikander dans Le Jeu de la reine (2023) de Karim Aïnouz

### En littérature
- La Dernière Reine (The Taming of the Queen), Philippa Gregory, 2015.  (ISBN 978-2-8112-3131-6)

- La Couronne de lierre, Mary Luke, 1985.  (ISBN 978-2-2287-5010-3)

### En musique
- 1973 : titre no 6 de l'album de Rick Wakeman, intitulé The Six Wives of Henry VIII
- 2009 : Un titre de l'album de Rick Wakeman, The Six Wives of Henry VIII Live at Hampton Court Palace
- 2017 : I Don't Need Your Love, dans la comédie musicale Six the Musical[61] dont Catherine Parr est l'un des personnages.